# Ratpenat de les illes Salomó
El ratpenat de les illes Salomó (Myotis adversus) és una espècie de ratpenat de la família dels vespertiliònids. Viu a Austràlia, Indonèsia, Malàisia, Papua Nova Guinea, Singapur i Taiwan. El seu hàbitat natural són les planes on hi ha rierols i altres masses d'aigua. És una espècie en risc mínim, és a dir, no sembla que hi hagi cap amenaça significativa per a la seva supervivència.